# Osiglia
Osiglia är en ort och kommun i provinsen Savona i regionen Ligurien i Italien. Kommunen hade 467 invånare (2018).